# Felsőőri járás
A Felsőőri járás (németül Bezirk Oberwart) Burgenland tartomány egyik járása Ausztriában.

## Fekvése
Keletről a szombathelyi, délről a németújvári járás, nyugatról Stájerország és Alsó-Ausztria, északról pedig a kőszegi járás határolta.

## Története
A trianoni békeszerződésig Vas vármegyéhez tartozott. Akkori területe: 480,03 km². A vármegye egyetlen járása, amely egészében Ausztriához került, ahol az újonnan alapított Burgenland tartomány része lett. Területét kiegészítették a volt szombathelyi, németújvári és kőszegi járás egyes településeivel.

## Települései
| Város (Stadt) - Felsőőr (Oberwart) - Őriszentmárton (Sankt Martin in der Wart) - Pinkafő (Pinkafeld) - Pinkadombhát (Hochart) - Városszalónak (Stadtschlaining) - Drumoly (Drumling) - Felsőkethely (Neumarkt im Tauchental) - Góborfalva (Goberling) - Ószalónak (Altschlaining) Mezőváros (Marktgemeinde) - Alhó (Markt Allhau) - Őribükkösd (Buchschachen) - Borostyánkő (Bernstein im Burgenland) - Edeháza (Stuben) - Háromsátor (Dreihütten) - Mencsér (Rettenbach) - Újvörösvágás (Redlschlag) - Gyepűfüzes (Kohfidisch) - Egyházasfüzes (Kirchfidisch) - Hovárdos (Harmisch) - Lapincsújtelek (Neustift an der Lafnitz) - Lődös (Litzelsdorf) - Máriafalva (Mariasdorf) - Fehérpatak (Tauchen) - Grodnó (Grodnau) - Őribánya (Bergwerk) - Szalónakújtelek (Neustift bei Schlaining) - Nagyszentmihály (Großpetersdorf) - Kisciklény (Kleinzicken) - Kisszentmihály (Kleinpetersdorf) - Mérem (Miedlingsdorf) - Velege (Welgersdorf) - Rohonc (Rechnitz) - Rödöny (Riedlingsdorf) - Vasfarkasfalva (Wolfau) - Vasvörösvár (Rotenturm an der Pinka) - Oláhciklény (Spitzzicken) - Őrisziget (Siget in der Wart) - Városhodász (Markt Neuhodis) - Óhodász (Althodis) | Község (Gemeinde) - Alsóőr (Unterwart) - Németciklény (Eisenzicken) - Alsószénégető (Unterkohlstätten) - Felsőszénégető (Oberkohlstätten) - Gyöngyösfő (Günseck) - Szalónakhuta (Glashütten bei Schlaining) - Vágod (Holzschlag) - Árokszállás (Grafenschachen) - Hidasrákosd (Kroisegg) - Bándol (Weiden bei Rechnitz) - Barátmajor (Mönchmeierhof) - Füsthegy (Rauhriegel) - Sirokány (Allersgraben) - Hármasfalu (Podgoria) - Kulcsárfalu (Allersdorf im Burgenland) - Polányfalva (Podler) - Rumpód (Rumpersdorf) - Szabar (Zuberbach) - Csajta (Schachendorf) - Incéd (Dürnbach im Burgenland) - Csém (Schandorf) - Felsőlövő (Oberschützen) - Alsólövő (Unterschützen) - Hamvasd (Aschau im Burgenland) - Határfő (Schmiedrait) - Villámos (Willersdorf) - Lipótfalva-Kicléd (Loipersdorf-Kitzladen) - Kicléd (Kitzladen) - Lipótfalva (Loipersdorf im Burgenland) - Németlövő-Csejke (Deutsch Schützen-Eisenberg) - Abdalóc (Edlitz im Burgenland) - Csejke (Eisenberg an der Pinka) - Németlövő (Deutsch-Schützen) - Pokolfalu (Höll) - Pósaszentkatalin (Sankt Kathrein im Burgenland) - Őrállás (Oberdorf im Burgenland) - Pinkamiske (Mischendorf) - Jobbágyújfalu (Rohrbach an der Teich) - Kiskarasztos (Kleinbachselten) - Nagykarasztos (Großbachselten) - Őridobra (Neuhaus in der Wart) - Sárosszék (Kotezicken) - Pöszöny (Badersdorf) - Sámfalva (Hannersdorf) - Pinkaóvár (Burg) - Várújfalu (Woppendorf) - Tarcsafürdő (Bad Tatzmannsdorf) - Gyimótfalva (Jormannsdorf) - Sóshegy (Sulzriegel) - Újrétfalu (Wiesfleck) - Borhegy (Weinberg im Burgenland) - Buglóc (Schreibersdorf) - Szépúr (Schönherrn) - Vasjobbágyi (Jabing) - Vaskomját (Kemeten) |